# Page Two
Page Two es el segundo extended play (EP) por el grupo de chicas surcoreano Twice. El álbum fue lanzado digitalmente y físicamente el 25 de abril de 2016 por JYP Entertainment y distribuido por KT Music. Contiene siete canciones, incluyendo el primer sencillo, «Cheer Up». Page Two tiene la mayor venta en la primera semana de todos los lanzamientos de grupos de chicas de K-pop en 2016.
«Cheer Up» fue compuesto por Black Eyed Pilseung y es una mezcla de varios géneros diferentes. El vídeo musical, en la que los miembros parodian personajes famosos de las películas, se volvió viral en YouTube poco después del lanzamiento, llegando a siete millones de visitas en dos días.

## Antecedentes y liberación
El 11 de abril de 2016, JYP Entertainment ha anunciado a través del Facebook oficial de la banda y SNS que el grupo lanzará su segundo miniálbum Page Two y el sencillo "Cheer Up" el 25 de abril. Dos versiones del álbum, rosa y menta, fueron puestos en libertad en formato CD. La primera impresión de 30.000 copias de la edición limitada contó con una portada especial diseñada por la miembro Chaeyoung. El álbum también fue lanzado como descarga digital en varios portales de música.

## Composición
El primer sencillo del álbum, «Cheer Up», tiene letras escritas por Sam Lewis y Black Eyed Pilseung, el mismo equipo que escribió el exitoso sencillo de Twice «Like OOH-AHH» de su miniálbum debut. «Cheer Up» es una canción dance-pop que incorpora varios géneros, incluyendo hip hop, tropical house, y drum and bass; esta mezcla fue descrito como «color pop». La segunda pista en el álbum es una nueva versión del sencillo del año 1998, «Precious Love» de Park Ji-yoon, «Precious Love», escrito por Park Jin-young (J. Y. Park). La canción fue rediseñada en forma de estilo de baile house con instrumentación electrónica y ritmos de hip hop, y cuenta con un nuevo rap escrito por Chaeyoung.
«Touchdown» fue descrito como un «número de baile potente con ritmos dinámicos, melodías y potentes efectos de sonido». «Tuk Tok» es una canción dance-pop con elementos de soul y trap, inspirados en el vídeo teaser de Sixteen. «Woohoo» fue descrita como una canción de hip hop con «groovy beats», y «My Headphones On» es una balada pop sobre la ruptura de una chica. Una séptima pista, «I'm Gonna Be a Star» (una canción de Sixteen) solo está disponible en la versión CD del álbum.

## Vídeo musical
El vídeo musical de «Cheer Up» fue dirigido por el equipo de producción de Naive (Kim Young-jo y Yoo Seung-woo). Se volvió viral en YouTube poco después de que se haya subido el 25 de abril, ganando 400 000 vistas en solo treinta minutos. Llegó a un millón de visitas en menos de un día, y superó los siete millones de visitas el 27 de abril.
En el vídeo musical, los miembros retratan personajes de películas famosas. Mina es un personaje de Love Letter, Sana es Sailor Moon, Nayeon es Sidney Prescott de la serie de películas de Scream, Tzuyu es la Princesa Ann (Audrey Hepburn) de Roman Holiday, y Jeongyeon es Faye Wong en Chungking Express. Momo es una heroína de acción que recuerda a Resident Evil y Tomb Raider, Jihyo es una animadora de Bring It On, Chaeyoung es una vaquera (que recuerda a las películas de The Great Train Robbery y Por un puñado de dólares), y Dahyun es gisaeng Hwang Jin-yi (de la película biográfica de Hwang Jin Yi). En las escenas de baile en grupo, las miembros son porristas en un pep rally en un estadio de fútbol y un estadio de baloncesto. En otra escena de baile, están en frente de una casa usando ropa casual.
Un vídeo musical especial, titulado «Twice Avengers», fue lanzado el 27 de mayo para conmemorar el vídeo musical original, llegando a 35 millones de visitas en YouTube. En el video especial, las miembros bailan en sus disfraces de personajes de películas sobre un set hecho para parecerse a un planeta en el espacio exterior.
Mediante el 21 de junio, «Cheer Up» acumuló más de 50 millones de visitas en YouTube, convirtiéndose en el vídeo musical más rápido de un grupo de K-pop para lograr la hazaña.
El 17 de noviembre de 2016, el MV sobrepasó los 100 millones de visitas, lo que hace que Twice sea el primer grupo de chicas de K-pop desde Girls' Generation en tener más de un video con 100 millones de visitas.

## Promoción
El 25 de abril de 2016, Twice celebró un showcase de medios de comunicación en Yes 24 Live Hall en Gwangjin-gu, Seúl. Realizaron «Woohoo», «Touchdown», «Precious Love» y «Cheer Up» por primera vez en el showcase, que fue transmitido en vivo a través de la V app de Naver.  Posteriormente, el grupo promovió el álbum con una serie de presentaciones en vivo por televisión en varios programas de música. Su primera aparición en programa musical fue en M! Countdown el 28 de abril, donde realizaron «Cheer Up» y «Touchdown». La coreografía de «Cheer Up» fue cambiado poco después de la línea de Sana «shy shy shy» (pronunciado «sha sha sha») convirtiéndose en un meme viral. Twice ganó su primer premio en programa de música en M! Countdown de la semana siguiente el 5 de mayo, y también ganaron en Music Bank e Inkigayo esa misma semana. Llegaron a concluir las promociones para el álbum el 29 de mayo con una actuación en Inkigayo, ganando un total de once premios en programas de música. El trofeo en la edición del 27 de mayo de Music Bank fue inicialmente otorgada a AOA antes de que los productores del programa admitieran que habían calculado mal los puntos de álbum.

## Recepción de la crítica

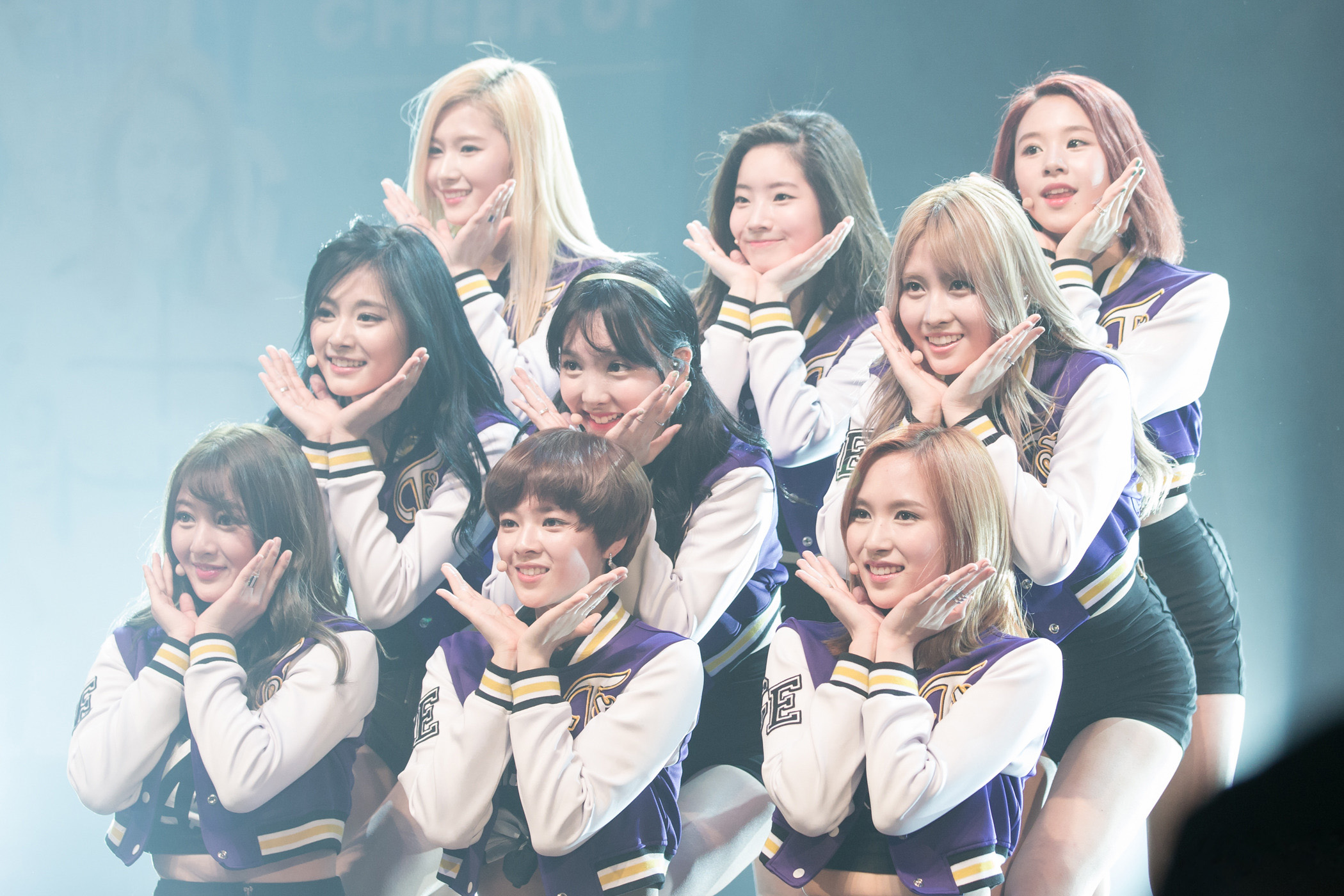
Twice interpretando "Cheer Up".

Kim Hyang-min de Korea JoongAng Daily dio al álbum una crítica mixta, que describe las canciones como «animosas y alegres» y «generalmente refrescantes e ingeniosas», pero lamenta la falta de diversidad de género del álbum. Kim destacó que la tensión en la letra de la pista título fue «bien expresada» a través de su hip-hop y sonidos electrónicos, aunque la canción era demasiada repetitiva, y alabó «Touchdown» por su «potente sonido» y sensación de energía.
Tamar Herman de Billboard describió «Cheer Up» como una liberación del grupo de chicas de K-pop atípico que «solidifica el estilo único» de Twice a través de su inesperada mezcla de ritmos y géneros. Además, señaló que el vídeo musical ayudó a reforzar las identidades independientes de los miembros, mientras que la canción mostró la voz individual de cada miembro, «[renuncia] plenitud musical para el bien de la excentricidad».
Periodistas de Fuse Jason Lipshutz, Tina Xu, y Jeff Benjamin discutieron la liberación en el podcast de K-pop centrado en K-Stop, que describen «Cheer Up» como un retroceso al pop de 1990 que recuerda a «...Baby One More Time» de Britney Spears. Elogiaron la diversión y el tono pegadizo del sencillo, rap break, y la «increíble calidad» de la producción de su vídeo musical, pero criticaron sus voces altamente procesadas y letras controvertidas, que parecen alentar a las mujeres jóvenes a «jugar juegos» (es decir, fingir desinterés) con sus parejas. Llegaron a la conclusión de que, mientras que el grupo tiene un gran potencial, necesitarían «pulirlo» para futuros lanzamientos.

### Rendimiento comercial
Page Two debutó en el número 2 del Gaon Album Chart y número 6 de Billboard World Albums chart, con 80,686 unidades vendidas durante el mes de abril. Eso tuvo el mayor volumen de ventas en la primera semana para un grupo de chicas de K-pop en 2016. Según los representantes de JYP, el pre-orden de 30.000 discos de la edición limitada se agotó antes de su lanzamiento oficial. A partir del 1 de septiembre, el álbum ha vendido más de 150.000 unidades.
Las canciones del álbum también obtuvieron buenos resultados en formato digital. «Cheer Up» llegó al número 1 en el Gaon Digital Chart número 3 en el Billboard World Digital Songs chart. «Precious Love» y «Touchdown» también llegaron al Gaon Digital Chart, en los números 73 y 86 respectivamente. «Cheer Up» encabezó la lista por segunda vez dos semanas más tarde.

## Listado de pistas
| Page Two |                                                   |                                                   |                                                                                         |                                             |          |  |
| N.º      | Título                                            | Letras                                            | Música                                                                                  | Arreglos                                    | Duración |  |
| 1.       | «Cheer Up»                                        | Sam Lewis                                         | Black Eyed Pilseung                                                                     | Rado                                        | 3:28     |  |
| 2.       | «Precious Love» (소중한 사랑; Sojunghan Sarang)   | J. Y. Park "The Asiansoul" · Son Chae-young (Rap) | J. Y. Park "The Asiansoul"                                                              | Hong Ji-sang                                | 3:51     |  |
| 3.       | «Touchdown»                                       | MAFLY                                             | Krissie Karlsson · Karl Karlsson · Nicki Karlsson · EJ SHOW (Zoo Beater Sound)          | The Karlsson's · EJ SHOW (Zoo Beater Sound) | 3:23     |  |
| 4.       | «Tuk Tok» (툭하면 톡; Tukhamyeon Tok)             | Kim Min-ji (Jam Factory)                          | Choi Jin-seok · Ronald "AV" Ndlovu · Emmanuel Jiménez · Courtney Woolsey · Stacy Hebert | Choi Jin-seok                               | 3:17     |  |
| 5.       | «Woohoo»                                          | Glory Face · Jinri                                | Glory Face                                                                              | Glory Face                                  | 3:22     |  |
| 6.       | «My Headphones On» (Headphone 써; Headphone Sseo) | Kim Eun-soo                                       | Didrik Thott · Niclas Kings · Ylva Dimberg                                              | Niclas Kings                                | 3:17     |  |
| 20:37    |                                                   |                                                   |                                                                                         |                                             |          |  |

| Page Two (CD Bonus Track) |                       |                                     | |                            |          |  |
| N.º                       | Título                | Letras                              | Música | Arreglos                   | Duración |  |
| 7.                        | «I'm Gonna Be a Star» | J. Y. Park "The Asiansoul" · Olltii | J. Y. Park "The Asiansoul" · Frants · The Vanderveers (Ebony Rae Vanderveer and Bruce "Automatic" Vanderveer) | J. Y. Park "The Asiansoul" | 3:18     |  |
| 23:55                     |                       |                                     | |                            |          |  |

## Personal
Créditos adaptados de las notas del EP.
Ubicaciones
- Grabado, diseñado y mezclado en JYPE Studios, Seúl, Corea del Sur
- Masterizado en Suono Mastering, Seúl, Corea del Sur

Personnel
- J. Y. Park – productor; instrumentos de sesión (en "I'm Gonna Be a Star")
- Black Eyed Pilseung – coproductor
- Lee Ji-young – dirección y coordinación (A&R)
- Jang Ha-na – música (A&R)
- Kim Yeo-ju (Jane Kim) – música (A&R)
- Kim Ji-hyeong – producción (A&R)
- Kim Hyeon-jun – producción (A&R)
- Kim Bo-hyeon – diseño (A&R)
- Kim Yong-woon "goodyear" – ingeniero de grabación y mezcla
- Choi Hye-jin – ingeniero de grabación, asistente de ingeniero de mezcla
- Jang Hong-seok – asistente de ingeniero de grabación
- Lee Tae-seop – ingeniero de mezclas
- Choi Hong-young – ingeniero de masterización
- Go Ji-seon – asistente de ingeniero de masterización
- Park Nam-yong – coreógrafo
- Yoon Hee-so – coreógrafo
- Jang Deok-hee – coreógrafo
- Kang Hye-in – diseño del álbum
- Kim Jae-yoon – diseño del álbum
- Park Ju-hee – diseño del álbum
- Kim Young-jo – director del vídeo musical
- Yoo Seung-woo – director del vídeo musical
- Choi Hee-seon – director de estilo
- Im Ji-yeon – director de estilo
- Park Nae-ju – director de cabello
- Won Jeong-yo – director de maquillaje
- Rado – instrumentos de sesión y programación informática (en "Cheer Up")
- Jihyo – voces de fondo (en "Cheer Up", "Tuk Tok", "My Headphones On")
- Hong Ji-sang – instrumentos de sesión y programación informática (en "Precious Love")
- The Karlsson's – instrumentos de sesión y programación informática (en "Touchdown")
- EJ Show – instrumentos de sesión y programación informática (en "Touchdown")
- Twice – voces de fondo (en "Touchdown")
- Choi Jin-seok – instrumentos de sesión y programación informática (en "Tuk Tok")
- Daniel Kim – director vocal (en "Tuk Tok"), productor vocal (en "My Headphones On")
- Gong Hyeon-sik – instrumentos de sesión, programación informática y voces de fondo (en "Woohoo")
- Jang Jun-ho – instrumentos de sesión y programación informática (en "Woohoo")
- Jinri – voces de fondo (en "Woohoo")
- Niclas Kings – instrumentos de sesión y programación informática (en "My Headphones On")
- Frants – instrumentos de sesión y programación informática (en "I'm Gonna Be a Star")

## Posicionamiento en listas

### Listas semanales
| Lista (2016)                     | Posición |
| -------------------------------- | -------- |
| Japanese Albums (Oricon)         | 16       |
| South Korean Albums (Gaon)       | 2        |
| Taiwanese Albums (G-Music J-pop) | 4        |
| US World Albums (Billboard)      | 6        |

### Lista anual
| Lista (2016)                  | Posición |
| ----------------------------- | -------- |
| South Korean Albums (Gaon)    | 13       |
| Taiwanese Albums (Five Music) | 4        |

## Premios y nominaciones
| Año  | Premio                       | Trabajo nominado | Categoría                                | Resultado | Ref           |
| ---- | ---------------------------- | ---------------- | ---------------------------------------- | --------- | ------------- |
| 2016 | 8th Melon Music Awards       | «Cheer Up»       | Canción del Año                          | Ganador   | [ 48 ]        |
| 2016 | 8th Melon Music Awards       | «Cheer Up»       | Mejor Baile – Femenino                   | Nominado  |               |
| 2016 | 18th Mnet Asian Music Awards | Page Two         | Álbum del Año                            | Nominado  |               |
| 2016 | 18th Mnet Asian Music Awards | «Cheer Up»       | Canción del Año                          | Ganador   | [ 49 ]        |
| 2016 | 18th Mnet Asian Music Awards | «Cheer Up»       | Mejor Baile Performance – Grupo Femenino | Nominado  |               |
| 2016 | 8th Philippine K-Pop Awards  | Page Two         | Álbum del Año                            | Nominado  |               |
| 2016 | 8th Philippine K-Pop Awards  | «Cheer Up»       | Canción del Año                          | Ganador   | [ 50 ] [ 51 ] |
| 2016 | Simply K-pop Awards          | «Cheer Up»       | Mejor Peformance de Grupo Femenino       | Ganador   | [ 52 ]        |
| 2017 | 31st Golden Disk Awards      | «Cheer Up»       | Digital Daesang (Canción del Año)        | Ganador   |               |
| 2017 | 31st Golden Disk Awards      | «Cheer Up»       | Digital Bonsang                          | Ganador   |               |
| 2017 | 26th Seoul Music Awards      | «Cheer Up»       | Registro del Año en Lanzamiento Digital  | Ganador   |               |
| 2017 | 26th Seoul Music Awards      | «Cheer Up»       | Bonsang Award                            | Ganador   |               |
| 2017 | 6th Gaon Chart K-Pop Awards  | Page Two         | Álbum del Año – 2.º Cuarto               | Nominado  |               |
| 2017 | 6th Gaon Chart K-Pop Awards  | «Cheer Up»       | Canción del Año – abril                  | Ganador   |               |

### Premios en programas musicales
| Canción    | Programa            | Fecha               |
| ---------- | ------------------- | ------------------- |
| «Cheer Up» | M! Countdown (Mnet) | 5 de mayo de 2016   |
| «Cheer Up» | M! Countdown (Mnet) | 19 de mayo de 2016  |
| «Cheer Up» | M! Countdown (Mnet) | 26 de mayo de 2016  |
| «Cheer Up» | Music Bank (KBS)    | 6 de mayo de 2016   |
| «Cheer Up» | Music Bank (KBS)    | 20 de mayo de 2016  |
| «Cheer Up» | Music Bank (KBS)    | 27 de mayo de 2016  |
| «Cheer Up» | Music Bank (KBS)    | 3 de junio de 2016  |
| «Cheer Up» | Music Bank (KBS)    | 10 de junio de 2016 |
| «Cheer Up» | Inkigayo (SBS)      | 8 de mayo de 2016   |
| «Cheer Up» | Inkigayo (SBS)      | 22 de mayo de 2016  |
| «Cheer Up» | Inkigayo (SBS)      | 29 de mayo de 2016  |

## Historial de lanzamiento
| Región        | Fecha                                       | Formato          | Distribuidor                      | Ref.   |
| ------------- | ------------------------------------------- | ---------------- | --------------------------------- | ------ |
| Global        | 25 de abril de 2016                         | Descarga digital | JYP Entertainment, KT Music       | [ 53 ] |
| Corea del Sur | 25 de abril de 2016                         | Descarga digital | JYP Entertainment, KT Music       | [ 54 ] |
| Corea del Sur | 25 de abril de 2016                         | CD               | JYP Entertainment, KT Music       | [ 55 ] |
| Tailandia     | 30 de septiembre de 2016 (Thailand edition) | CD, DVD          | JYP Entertainment, BEC-Tero Music |        |